# Dicranomyia (Dicranomyia) upoluensis
Dicranomyia (Dicranomyia) upoluensis is een tweevleugelige uit de familie steltmuggen (Limoniidae). De soort komt voor in het Australaziatisch gebied.